# Micheil Gelowani

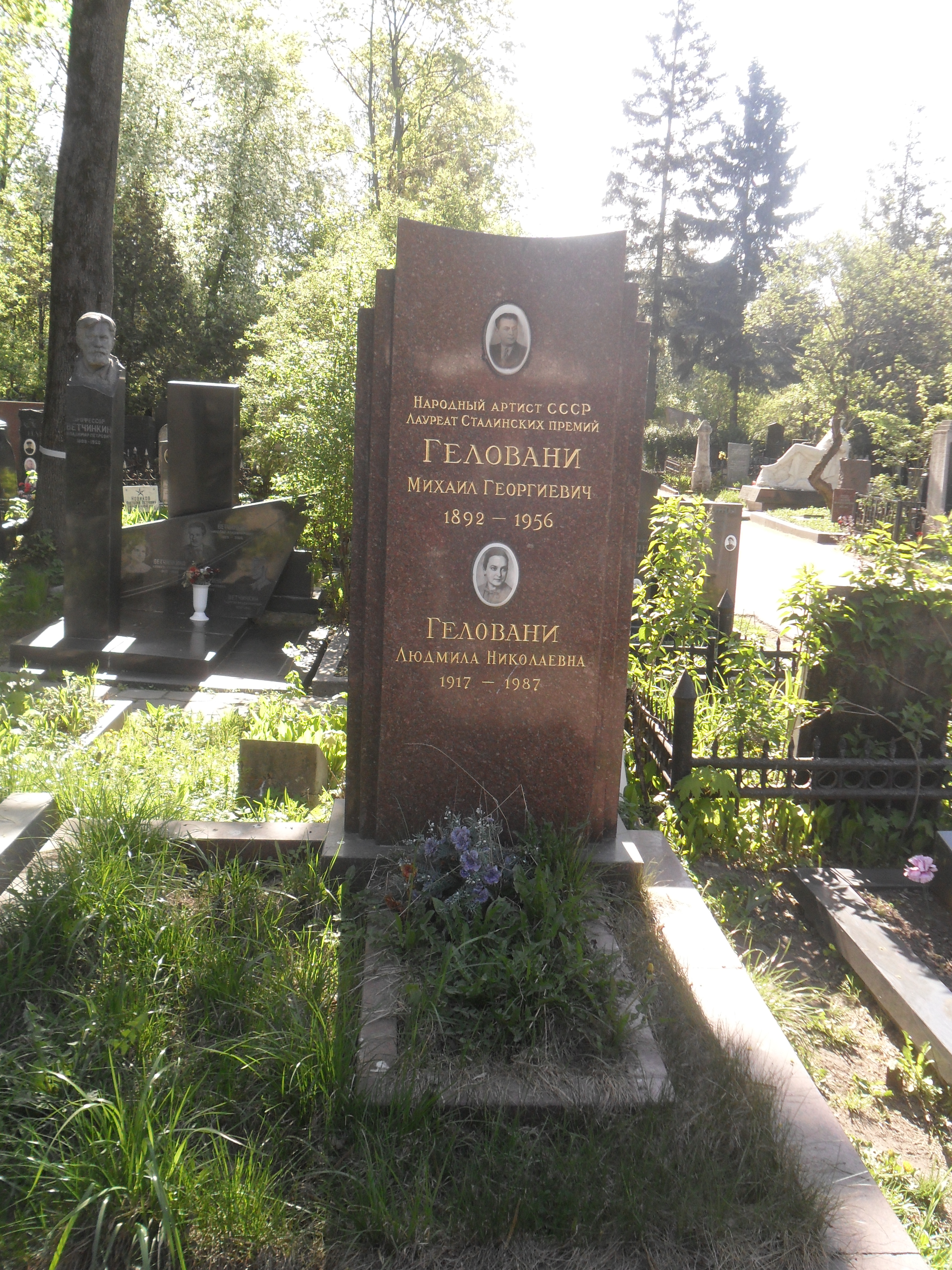
Grób Micheila Gelowaniego na Cmentarzu Nowodziewiczym w Moskwie

Micheil Gelowani (gruz. მიხეილ გელოვანი, ros. Михаил Георгиевич Геловани, Michaił Gieorgijewicz Giełowani; ur. 25 grudnia 1892?/6 stycznia 1893 we wsi Łasuria w rosyjskiej Gruzji, zm. 21 grudnia 1956 w Moskwie) – radziecki aktor gruzińskiego pochodzenia, znany z występów w roli Józefa Stalina.

## Życiorys
Gelowani pochodził ze starej, książęcej rodziny. W 1913 roku miał miejsce jego sceniczny debiut w lokalnym teatrze. Po I wojnie światowej występował w Tyflisie, a od 1924 roku także w filmach, z których cztery wyreżyserował.
W 1937 roku wyjechał do Moskwy, gdzie wystąpił jako Stalin w sztuce Nikołaja Pogodina Człowiek z karabinem. Podjęcie się zagrania roli Stalina było ryzykowne, wcześniej żaden aktor tego nie robił. Istniały również niesprawdzone pogłoski, mówiące o śmierci kilku malarzy, u których Stalin zamówił portrety, ale nie był z nich zadowolony. Sztuka okazała się jednak sukcesem i Gelowaniemu powierzono występ w filmowej adaptacji, a Stalin nakazał, aby Gelowani miał wyłączność na odgrywanie jego osoby w kinie (w czterech filmach z tamtego okresu Stalina zagrał jednak Siemion Goldsztab, a w jednym Andro Kobaładze). Granie Stalina wiązało się dla Gelowaniego z przywilejami i prestiżem. W latach 1941–1949 Gelowani odebrał cztery Nagrody Stalinowskie i został uhonorowany tytułem Ludowego Artysty ZSSR w 1950 roku. W czasie jednej z audiencji u Stalina Gelowani poprosił go o zgodę na czasowe zamieszkanie w podmoskiewskiej daczy przywódcy, by lepiej się wczuć w rolę. Stalin nie był przeciw, ale zaproponował zacząć wczuwanie się od pobytu w Kraju Turuchanskim, gdzie przed rewolucją bolszewicką przebywał na zesłaniu.
Po śmierci Stalina w 1953 roku jego kariera dobiegła końca – zakazano mu występów w filmach, wiele z nich wycofano z obiegu, a z tych, których to nie dotknęło, usunięto sceny z Gelowanim jako Stalinem. Zmarł w osamotnieniu w Moskwie w 1956 roku, dokładnie w urodziny Stalina.